# Mariola Brillowska
Mariola Brillowska (* 1961 in Sopot, Polen) ist eine polnisch-deutsche Künstlerin, Schriftstellerin und Autorenfilmerin.

## Leben
Brillowska wuchs in ihrer Heimatstadt Sopot auf, ging von 1976 bis 1981 auf das Kunstgymnasium in Gdynia bei Gdańsk. Ab 1981 wohnte und arbeitete sie beständig in Deutschland. Sie studierte 1985 bis 1991 an der Hochschule für bildende Künste in Hamburg, an der sie anschließend auch selbst lehrte. Nach einer kurzen Tätigkeit als Dozentin an der Hochschule für Film und Fernsehen im Potsdamer Stadtteil Babelsberg war sie von 2005 bis 2013 Professorin für Zeichnen und Illustration an der Hochschule für Gestaltung in Offenbach am Main.
Bereits seit den späten 1980ern ist Brillowska als Performerin, Zeichnerin und Trickfilmerin international bekannt. 1991 erhielt sie für ihren allerersten Zeichentrickfilm den Grand Prix der internationalen Kurzfilmtage in Oberhausen. 1999 fand ihre bisher wichtigste Einzelausstellung in der Kunsthalle Lingen statt. Brillowska ist des Weiteren für ihre Musikfilme mehrfach für den Deutschen Musikvideopreis MUVI nominiert und auch ausgezeichnet worden, unter anderem für Hond Aerobic von 2007 sowie für The Lady Moon Turns Sulky von 2006, an dem sich 60 ihrer Studenten der Offenbacher Hochschule für Gestaltung beteiligten.
Zwischen 2010 und 2011 wurde an verschiedenen Spielstätten in Deutschland, zuerst an der Volksbühne in Berlin, ihre Liveakting im Film-Performance Mein Vereinigtes Universum aufgeführt. 2014 war sie Jurymitglied für den internationalen Wettbewerb beim Trickfilmfestival Stuttgart. In Hamburgs Theaterareal Kampnagel produziert Brillowska seit 2000 ihre Bühnenperformances wie Hond und Ritual Kanibalski de Luxe sowie Kim, hässliche Frau, schöner Mann.
In ihren Arbeiten bewegt sie sich oft im Spannungsfeld zwischen ernster und unterhaltender Kunst und verwendet in ihren Installationen, Performances, Animationsfilmen und Zeichnungen Elemente des Trashes, des Kitsches, der Pop-, der Club- und der Slapstick-Art.
2013 veröffentlichte sie ihren Debütroman Hausverbot beim Münchner Langen Müller Verlag.
Mariola Brillowska lebt und arbeitet in Hamburg. Ihre Tochter, die Filmemacherin Bela Brillowska, wirkte an einer Reihe ihrer Filme als Darstellerin und Sprecherin mit.

## Hörspiele und Features (Auswahl)
- 2014: Das Kaufhaus am Meer
- 2015: Kabinett Alter Ego zusammen mit Günter Reznicek
- 2015: Radio Las Vegas. Hörspiel mit Günter Reznicek, Jürgen Hall, Jan Holtmann, Felix Kubin, Jacques Palminger, Michael Röhrenbach, Anka Lea Sarstedt, Mariola Brillowska, Richard von der Schulenburg u. v. a. Komposition: Günter Reznicek, Realisation: Mariola Brillowska, Günter Reznicek. BR Hörspiel und Medienkunst (als Podcast/Download im BR Hörspiel Pool)[11]
- 2016: Danziger Tassen – mit Patrycia Ziółkowska als Lola (Hörspiel, 58'50 – Norddeutscher Rundfunk)
- 2016: Die Gaumler zusammen mit Günter Reznicek (WDR)
- 2016: Gold (Autorenproduktion)
- 2017: Sanatorium Europa zusammen mit Günter Reznicek (WDR)[12]
- 2017: Sender in den Zähnen - Ein Geheimbericht (Autorenproduktion, DLF Kultur)
- 2017: Vulkan (Autorenproduktion)
- 2018: Institut Elektra - Der große Showdown zwischen Töchtern und Müttern (WDR)
- 2019: Tonspur Bauhaus Klangkomposition: 100 Jahre Bauhaus. 5 Hörstücke von Mariola Brillowska, Rafael Jové, Nadja Schöning, Hans Tutschku und Liping Ting (Klassik Stiftung Weimar / Deutschlandradio u. a. als Podcast/Download im BR Hörspiel Pool)[13]
- 2020: Das ist keine Dystopie (ORF)
- 2020: Der Liebeskassierer. Hörspiel mit Günter Reznicek, Lutz Nikolaus Kratzer, Mariola Brillowska (Regie), Bela Brillowska, Jürgen Hall WDR[14]
- 2020: Szpital Polski – Krankenhaus des Grauens. Mehrteilige Echtzeit-Serie für Deutschlandradio (als Podcast/Download im BR Hörspiel Pool)[15]
- 2021: An den mechanischen Präsidenten (DLF Kultur)
- 2021: Arm und Pampig – Eine Mehrgenerationenfamilie meistert ihr Leben. 8‑teilige Kurzhörspielserie (Deutschlandfunk Kultur) mit Bela Brillowska (Teenager Emma), Ingrid Knoth (Oma Anita), Flowria Gempeler (Teenager Elisa) (als Podcast/Download im BR Hörspiel Pool)[16]
- 2021: An den mechanischen Präsidenten. Hörspiel mit Bela Brillowska und Mariola Brillowska (Regie), Komposition: Günter Reznicek, Richard von der Schulenburg (51'55 für Deutschlandfunk Kultur, als Podcast/Download im BR Hörspiel Pool)[17]
- 2022: Die Tetris 2035. Die Zukunft beginnt jetzt. SciFi mit Gloria Brillowska (Lulu), Minna John (Koko), Bela Brillowska (Kino), Iris Minich (Pola), Pia Düsterhus (Jugendbeamtin), Günter Reznicek (Leon), Realisation: Christian Alpen, Nicole Graul, Regie: Mariola Brillowska, Produktion: NDR[18]
- 2023: Radio Tele Funke 1. Staffel (DLF Kultur)
- 2023: Radio Tele Funke 2. Staffel (DLF Kultur)
- 2024: Radio Tele Funke 3. Staffel (DLF Kultur)
- 2025: Das Kind zieht aus – und jetzt?! (DLF)

## Werke
- Hausverbot. Roman. Langen Müller, München 2013, ISBN 978-3-7844-3333-2
- Saloon Krawall – Eine Kunst- und Anarchie-Performance, Kampnagel 2015[19]

## Auszeichnungen
- 1991: Grand Prix der Internationalen Kurzfilmtage Oberhausen
- 2006: Deutscher Musikvideopreis MUVI für The Lady Moon Turns Sulky
- 2007: Deutscher Musikvideopreis MUVI für Hond Aerobic
- 2014: ARD PiNball für ihr Kurzhörspiel Das Kaufhaus am Meer[4]
- 2017: Flensburger Kurzfilmtage in der Kategorie Wagnis für den Kurzfilm Schwarze Welle
- 2017: Deutscher Kurzfilmpreis für den Kurzfilm Schwarze Welle
- 2019: ORF Hörspielpreise – Hörspielpreis der Kritik für Die Kochastronautin[20]